# Denken

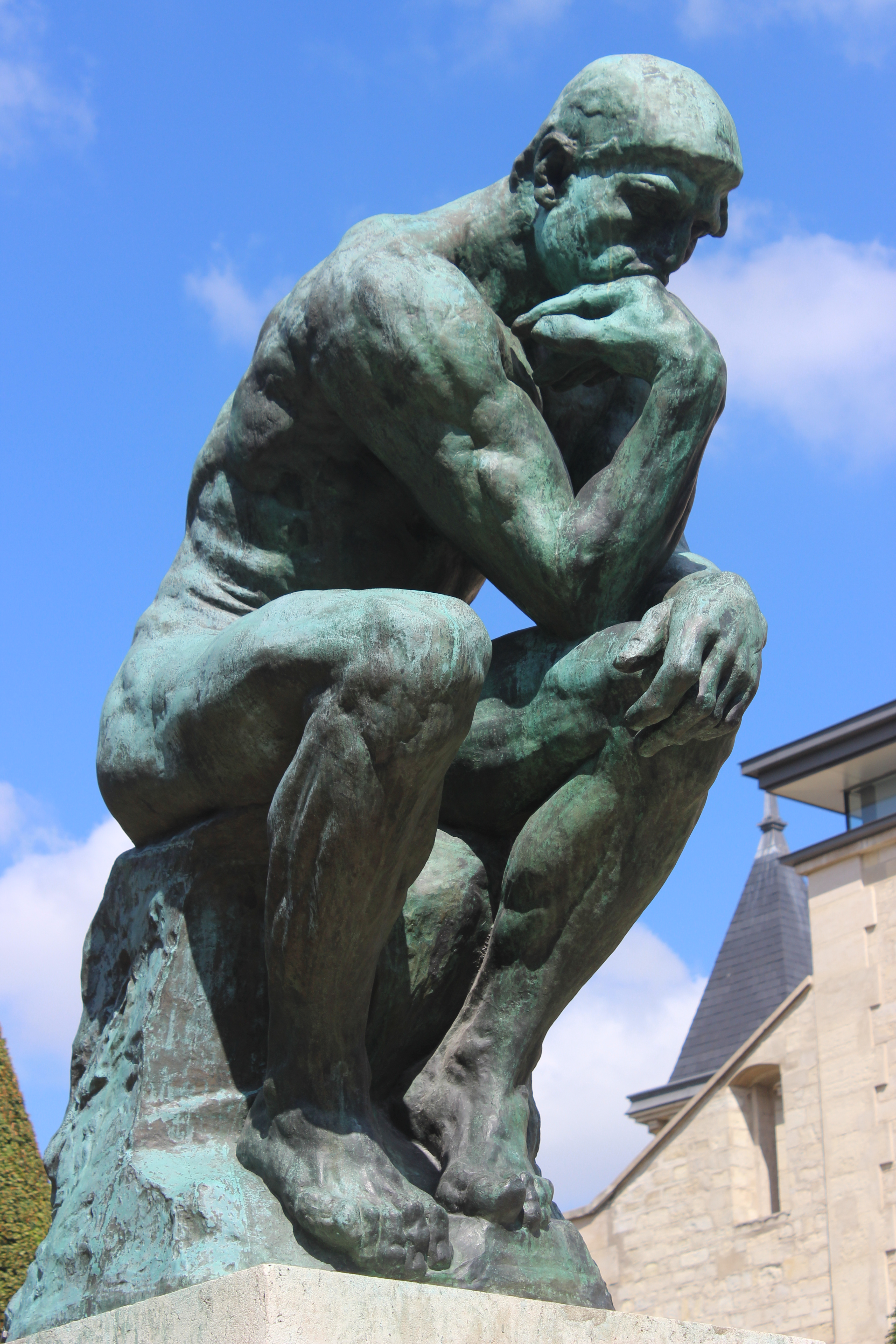
De Denker van Auguste Rodin

Denken is een bewust proces waarbij een voorstelling, herinnering of idee wordt gevormd zonder directe stimulus door de zintuigen. Denken of nadenken is in zijn concrete betekenis het laten werken van het verstand: een reeks voorstellingen van de geest bewust op elkaar doen volgen om verschil, overeenkomst of oorzakelijk verband te vinden en begrippen, inzicht en oordelen te vormen.
Door de geschiedenis heen zijn er verschillende theorieën voorgesteld die het menselijk denken proberen te doorgronden en te verklaren. Volgens het aristotelisme is nadenken het in de geest tot stand brengen van de universele essentie van een object. Hierbij staan de universalia los van de zintuiglijke ervaring. Het conceptualisme is nauw verwant aan aristotelisme: denken is het oproepen van concepten.
Een belangrijke functie van denken is het komen tot een inzicht, oordeel, redenering of het oplossen van een probleem. Een oordeel is het verstandelijk goed- of afkeuren van een bewering; redeneren is het maken van gevolgtrekkingen uit bepaalde premissen of argumenten. Zowel logisch oordelen als redeneren zijn gebaseerd van het bezit van de relevante concepten, die verworven worden in een proces genaamd begripsvorming.

## Algemeen
Denken is een onderwerp van cognitieve psychologie, cognitieve neurowetenschap en filosofie. In de cognitieve psychologie wordt het ook weleens omschreven als een vorm van informatieverwerking waarbij vooral centrale (of interne) processen een rol spelen. Denken is bij uitstek het gebied waarbij interne representaties van informatie te pas komen. Dit is in tegenstelling tot mentale processen die meer een reactie zijn op prikkels van buitenaf, zoals bij zintuiglijke waarneming het geval is.

## Geschiedenis
Het experimenteel psychologische onderzoek naar denkprocessen is voor het eerste serieus in Duitsland aangepakt aan het begin van de 20e eeuw, in de Würzbürger school onder leiding van Oswald Külpe. Ook Otto Selz maakte daarvan deel uit. In dezelfde periode waren ook elders onderzoekers als Robert S. Woodworth (Verenigde Staten) en Alfred Binet (Frankrijk) op hetzelfde terrein werkzaam.
Naderhand raakte deze denkpsychologie wat op de achtergrond. Een opleving vond in Duitsland plaats door het werk van Gestaltpsycholoog Wolfgang Köhler en zijn proeven met apen, Max Wertheimer en in Nederland Adriaan de Groot. Ten slotte gaven in de Verenigde Staten Allen Newell en Herbert Simon een nieuwe impuls aan het onderzoek naar het denken door hun op computerprogrammering gebaseerde theorievorming.
Verwant hieraan is het onderzoek naar kunstmatige intelligentie van Marvin Minsky en Feigenbaum en Feldman. Ook vermeld dienen te worden de Zwitser Jean Piaget die vooral werkte vanuit de optiek van de ontwikkelingspsychologie, en het baanbrekend werk van Charles Spearman en J.P. Guilford die zich bezighielden met onderzoek naar menselijke intelligentie.

## Het denkproces
Het ontrafelen van een denkproces blijft een lastig probleem. Denken kan de vorm aannemen van probleemoplossen (zie verder). Een andere vorm van denken is meer zintuiglijk van aard, en bestaat uit een proces van vergelijking van patronen of liever gezegd patroonherkenning. In een moment van reflectie worden nieuwe situaties en ervaringen beoordeeld tegenover bestaande herinneringen. Om deze beoordelingen te kunnen maken is het nodig dat het intellect de huidige ervaring evalueert en daarbij relevante ervaring uit het verleden zoekt. Dit gebeurt terwijl het verleden en heden absoluut gescheiden worden gehouden. Het intellect kan concepten, percepties en ervaringen met elkaar vergelijken, samenvoegen, scheiden en uitsorteren. Dit proces wordt redeneren genoemd. Logica is de wetenschap van het redeneren.

## Analytisch versus holistisch denken
Redeneren en logica zijn aspecten van de menselijke geest die zich onderscheiden zich van ander mentale processen, door een sterk analytische oriëntatie. Volgens sommige onderzoekers van hersenfuncties zoals Robert Ornstein zijn deze aspecten vooral verbonden aan linkerhersenhelft. Daarentegen zou de in de rechterhersenhelft zetelende verbeelding een geheel andere taak vervullen. Het combineert het intellect met het gevoel, de intuïtie en emotie. Deze meer holistische, integrale benadering van de werkelijkheid kán – mede afhankelijk van de levensbeschouwing – in voorkomende gevallen magisch denken of irrationeel denken opleveren, maar kan mede een rol spelen bij creatieve processen, de ontwikkeling van nieuwe wetenschappelijke inzichten en wetenschappelijke revoluties.

## Denkstijlen: raakvlak tussen denken en persoonlijkheid
Een denkstijl is een manier van denken, ook wel cognitieve stijl of leerstijl. Een denkstijl of cognitieve stijl vormt eigenlijk het raakvlak van iemands persoonlijkheid of aard en intelligentie. Onderzoek laat zien dat mensen met eenzelfde verstandelijke aanleg toch op een verschillende manier over hun omgeving nadenken en geneigd zijn problemen op te lossen. Zo onderscheidde bijvoorbeeld Jerome Kagan kinderen die impulsief en kinderen die meer reflectief (bedachtzaam) denken. Witkin onderscheidde twee cognitieve stijlen die hij veldafhankelijk en veldonafhankelijk noemde. Anthony Gregorc onderscheidde 4 denktypes: Concreet-sekwentieel, Concreet-random (door elkaar), Abstract-sekwentieel en Abstract-random. Sternberg beschrijft ten slotte mensen die bij het denken van een losse structuur uitgaan (anarchisch) en die zich door een enkel doel laten leiden (monarchisch).

## Denken en executieve functies
Abstract denken, planning van doelgericht gedrag en flexibel kunnen inspelen op nieuwe situaties maken deel uit van executieve functies. Patiënten met beschadigingen in hun frontale hersenen vertonen vaak een verstoring van dergelijke functies. Taken als het sorteren van kaarten met dierennamen op grond van criteria als op land of zee levend, of huisdier of in het wild levend worden kunnen dan niet meer uitgevoerd worden.

## Methoden van onderzoek
Denken en probleemoplossen zijn in het onderzoekslaboratorium lastig te onderzoeken, vanwege de complexiteit en verborgene van de onderliggende processen. Enkele onderzoeksmethoden zijn:
- Hardop-denken en introspectie.
- Beschrijving van probleemoplossingsgedrag (bijvoorbeeld door gedragsobservatie)
- Experimenteel onderzoek naar begripsvorming of conceptformatie.
- Differentieel-psychologisch onderzoek (individuele verschillen in intellect en prestatie, intellectuele ontwikkeling)
- Kunstmatige intelligentie en simulatiestudies.

## Denken en bewustzijn
Denken en bewustzijn zijn moeilijk van elkaar te scheiden. William James sprak bijvoorbeeld van een bewustzijnsstroom (stream of consciousness): het bewustzijn is steeds gevuld met gedachten of beelden die elkaar in een bonte stroom opvolgen.
Het aanleren van complexe vaardigheden, zoal het leren autorijden of leren schaken vergt vaak in de beginfase nog veel denkwerk en bewuste concentratie. Later lijken echter de hierbij vereiste handelingen en zetten niet alleen sneller, maar ook meer automatisch, onbewust en intuïtief te verlopen, het is een aangeleerde intuïtie geworden. Mogelijk vindt hierbij een geleidelijk overgang plaats van controle door de linkerhersenhelft naar rechterhersenhelft
Sommige filosofen geloven dat het gehele veld van zichzelf en in zijn geheel bewustzijn is, een bewustzijnsveld. Zij veronderstellen dat bewustzijn denken veroorzaakt, en niet dat denken het bewustzijn veroorzaakt. Andere filosofen (bijvoorbeeld Thomas Nagel) hebben gezegd dat ze niet weten hoe we ons bewust van ons denken zijn.

## Voorbeelden van denkprocessen
Denkprocessen kunnen allerlei vormen aannemen. Enkele voorbeelden van meer complexe denkprocessen:
- Het gebruik van modellen, symbolen, diagrammen en beelden.
- Het gebruik van abstractie om het denken te vereenvoudigen.
- Het gebruik van metasyntactische variabelen om het benoemen te vereenvoudigen.
- Het gebruik van iteratie en recursie om concepten om te zetten.
- Beperking van aandacht om zich te kunnen concentreren op een concept.
- Doelstelling en evaluatie van eerder gestelde doelen, bijvoorbeeld door het concept in het onderbewustzijn te filteren en te wachten totdat het concept zich weer manifesteert.
- Het praten met mensen met dezelfde (of een tegenstrijdige) gedachtegang.
- Terugwaarts van het doel af werken.
- Denkgewoonten.
- Verlangen om te leren.

## Vormen
In de theorie en vaak ook in de praktijk van het dagelijks spraakgebruik worden er allerlei vormen van denken onderkend. Hieronder worden enige vormen beschreven. Er zijn echter veel meer specifieke vormen, zoals abstract denken, begripsdenken of begripsmatig denken, doordenken, formeel denken, integraal denken, irrationeel denken, oplossingsgericht denken, positief denken, rationeel denken, strategisch denken, taaldenken en vrijzinnig denken.
Beelddenken
Beelddenken is een vorm van denken in beelden. Beelddenken wordt wel geplaatst tegenover taaldenken; een vorm van denken in taal. Beelddenken wordt ook wel geplaatst tegenover begripsdenken en abstractie. Beelddenkers zijn mensen, waarvan wordt verondersteld, dat zij voornamelijk in beelden denken.
Creatief denken
Creatief denken is het denken over een nieuw object of voorwerp. Als iemand creatief denkt, verzamelt hij/zij ideeën en suggesties voor nieuwe dingen en hoe deze gemaakt kunnen worden.
Helder denken
Helder denken is het oog hebben voor wat er daadwerkelijk om iemand heen gebeurt. Het is een streven om realistischer te denken en om helderdere inzichten te krijgen, het laten leiden door zekerheden die de basis vormen voor rationeel denken. Helder denken is denken waar structuur in zit. Helder denkwerk is opgeknipt in vier stappen: observeren, ordenen, oordelen en tussendoor steeds overdenken. Informatievisualisatie is een hulpmiddel op helderheid te krijgen over de structuur van het denken.
Kritisch denken
Kritisch denken wil eigenlijk zeggen dat onafhankelijk van andere mensen informatie wordt geanalyseerd en beoordeeld. Door kritisch te denken wordt een beter leerproces verkregen. Zo worden de ideeën en gedachtegang in een leerstof beter begrepen en onthouden.
Lateraal denken
Lateraal denken is gebaseerd op het opnieuw (anders) ordenen van de bestaande informatie om zodoende nieuwe informatie te laten ontstaan. De term lateraal denken is geïntroduceerd door Edward de Bono.
Magisch denken
Magisch denken, is in religieuze of bijgelovige zin het denken in termen van hogere krachten en symbolen. In psychologische zin is slaat het op het dwangmatige geloof van een persoon, dat zijn gedachten, woorden of handelingen een bepaalde gebeurtenis kunnen oproepen of verhinderen, waarbij algemeen geldende regels voor oorzaak en gevolg genegeerd worden.
Introspectie
Introspectie is een term uit de psychologie. Het is een activiteit waarbij de eigen gedachten, gevoelens en herinneringen tot onderwerp van overdenking gemaakt worden. Voor gebruik in de wetenschap is het noodzakelijk dat dit denken in woorden wordt vastgelegd, zodat de teksten ook door anderen geanalyseerd kunnen worden.
Probleemoplossend denken
Probleemoplossend denken is een vorm van denken en manier om kennis te vergaren om een oplossing voor een complex probleem te vinden. Zij is gebaseerd op waarneming, meting, voorspelling, experimenteren, verificatie en of falsificeren.
Systeemdenken
Systeemdenken is een gestructureerde wijze van denken over de realiteit als samenhangend geheel, dat wordt gezien als bestaande uit systemen en processen opgebouwd uit elementen en relaties. Het systeemdenken is uitgewerkt in allerlei specialistische systeemtheorie bijvoorbeeld in bedrijfskunde, bestuurskunde, biologie, informatica en psychiatrie. De systeemdenken is halverwege de 20e eeuw voortgekomen uit onderzoek naar een algemene systeemtheorie als een synthese voor wetenschap: een interdisciplinaire basis, waarop vakspecialisten met elkaar kunnen samenwerken.